# Retorn a Howards End
Retorn a Howards End (títol original en anglès Howards End) és una pel·lícula britànica de James Ivory, estrenada el 1992. Aquesta pel·lícula ha estat doblada al català.

## Argument
Dues joves dones emancipades, Margaret i Helen Schlegel, faran amistat amb una família tradicional, els Wilcox. La modernitat de les dues germanes crearà tensions amb els Wilcox.
Aquesta pel·lícula és la 3a adaptació d'una novel·la d'Edward Morgan Forster per James Ivory. És un estudi dels costums de l'època victoriana.

## Repartiment
- Anthony Hopkins - Henry Wilcox[4]
- Vanessa Redgrave - Ruth Wilcox
- Helena Bonham Carter - Helen Schlegel
- Emma Thompson - Margaret Schlegel
- James Wilby - Charles Wilcox
- Samuel West - Leonard Bast
- Simon Callow - El conferenciant
- Prunella Scales – La tia Juley
- Jemma Redgrave - Evie Wilcox
- Adrian Ross Magenty - Tibby Schlegel
- Joseph Bennett - Paul Wilcox
- Susie Lindeman - Dolly Wilcox
- Nicola Duffett - Jacky Bast
- Mark Payton - Percy Cahill
- Jo Kendall - Annie
- Barbara Hicks - Miss Avery
- Peter Cellier – El coronel Fussell
- Crispin Bonham-Carter - Albert Fussell

## Premis i nominacions

### Premis
- Festival Internacional de Cinema de Canes: Premi del 45è aniversari del Festival, 1992
- Oscar a la millor actriu 1993 per Emma Thompson
- Globus d'Or a la millor actriu dramàtica 1993 per Emma Thompson
- BAFTA a la millor pel·lícula 1992

## Nominacions
- César a la millor pel·lícula estrangera 1993